# Attert (rijeka)
Atttert (Francuski izgovor: atɛʁt, Njemački izgovor: [ˈatɐt]; luks. Atert) je rijeka koja teče kroz Belgiju i Luksemburg, lijeva pritoka Alzette. Duga je 38 km, od čega 32 km u Luksemburgu, a 6 km u Belgiji. Izvor mu je u Nobressartu, sjeverozapadno od Arlona, u belgijskoj pokrajini Luxembourg. Ulijeva se u rijeku Alzette kod Colmar-Berga. Protječe kroz selo Attert u Belgiji i gradove Redange, Useldange, Boevange-sur-Attert i Bissen u Luksemburgu.

## Vanjske poveznice
|  | Zajednički poslužitelj ima još gradiva o temi Attert (rijeka) |